# 안칭시
안칭(안경, 중국어 간체자: 安庆, 병음: Ānqìng)은 중화인민공화국 안후이성 남서부에 있는 장강(창강) 연안의 지급시이다.
북서쪽은 안후이 성・후베이성・허난성의 경계에 접한 다볘산맥의 산악 지대가 위치해 있고, 북쪽은 루안, 북동쪽은 차오후, 서쪽은 후베이성 어저우, 동쪽은 퉁링, 남동쪽은 츠저우, 남쪽은 장시성 주장에 접해 있다. 창강 연안에는 매우 많은 호수가 있다.

## 역사
도시는 한나라 때인 기원전 2세기에 세워졌다. 중세 시대 때 안칭이라는 이름을 얻었다. 1853년부터 1861년까지는 태평천국운동의 발발 지역이었다. 몇 년 후에 안칭은 군수 산업의 중심지가 되었다.

## 교통

### 항공
- 안칭 톈주산 공항

### 철도
- 안칭 역 (중국철로고속 이용가능)
- 안칭 서역

## 경제
안칭의 주요 산업은 석유 화학, 방직, 자동차 부속품, 식품과 차이다.

## 기후
| 안칭시의 기후                                                 | 안칭시의 기후 | 안칭시의 기후 | 안칭시의 기후 | 안칭시의 기후 | 안칭시의 기후 | 안칭시의 기후 | 안칭시의 기후 | 안칭시의 기후 | 안칭시의 기후 | 안칭시의 기후 | 안칭시의 기후 | 안칭시의 기후 | 안칭시의 기후   |
| 월                                                            | 1월           | 2월           | 3월           | 4월           | 5월           | 6월           | 7월           | 8월           | 9월           | 10월          | 11월          | 12월          | 연간            |
| ------------------------------------------------------------- | ------------- | ------------- | ------------- | ------------- | ------------- | ------------- | ------------- | ------------- | ------------- | ------------- | ------------- | ------------- | --------------- |
| 역대 최고 기온 °C (°F)                                        | 22.8 (73.0)   | 27.4 (81.3)   | 32.1 (89.8)   | 33.8 (92.8)   | 35.8 (96.4)   | 38.3 (100.9)  | 39.5 (103.1)  | 40.9 (105.6)  | 38.0 (100.4)  | 34.3 (93.7)   | 29.7 (85.5)   | 24.5 (76.1)   | 40.9 (105.6)    |
| 일평균 최고 기온 °C (°F)                                      | 7.8 (46.0)    | 10.7 (51.3)   | 15.5 (59.9)   | 21.9 (71.4)   | 26.9 (80.4)   | 29.5 (85.1)   | 32.8 (91.0)   | 32.3 (90.1)   | 28.3 (82.9)   | 23.0 (73.4)   | 16.8 (62.2)   | 10.3 (50.5)   | 21.3 (70.4)     |
| 일일 평균 기온 °C (°F)                                        | 4.4 (39.9)    | 6.9 (44.4)    | 11.3 (52.3)   | 17.4 (63.3)   | 22.6 (72.7)   | 25.7 (78.3)   | 29.1 (84.4)   | 28.5 (83.3)   | 24.4 (75.9)   | 18.8 (65.8)   | 12.5 (54.5)   | 6.5 (43.7)    | 17.3 (63.2)     |
| 일평균 최저 기온 °C (°F)                                      | 1.7 (35.1)    | 4.0 (39.2)    | 8.0 (46.4)    | 13.7 (56.7)   | 19.0 (66.2)   | 22.8 (73.0)   | 26.1 (79.0)   | 25.6 (78.1)   | 21.4 (70.5)   | 15.6 (60.1)   | 9.3 (48.7)    | 3.6 (38.5)    | 14.2 (57.6)     |
| 역대 최저 기온 °C (°F)                                        | −10.1 (13.8)  | −12.5 (9.5)   | −4.3 (24.3)   | −0.3 (31.5)   | 8.3 (46.9)    | 13.2 (55.8)   | 17.1 (62.8)   | 17.6 (63.7)   | 11.7 (53.1)   | 3.2 (37.8)    | −3.8 (25.2)   | −8.5 (16.7)   | −12.5 (9.5)     |
| 평균 강수량 mm (인치)                                         | 63.6 (2.50)   | 80.1 (3.15)   | 124.4 (4.90)  | 150.8 (5.94)  | 174.5 (6.87)  | 268.6 (10.57) | 251.0 (9.88)  | 137.4 (5.41)  | 62.8 (2.47)   | 61.1 (2.41)   | 66.7 (2.63)   | 38.2 (1.50)   | 1,479.2 (58.23) |
| 평균 강수일수 (≥ 0.1 mm)                                      | 10.8          | 10.7          | 13.7          | 12.9          | 12.4          | 13.5          | 11.8          | 11.2          | 7.5           | 8.1           | 8.8           | 7.9           | 129.3           |
| 평균 강설일수                                                 | 4.4           | 2.4           | 1.1           | 0             | 0             | 0             | 0             | 0             | 0             | 0             | 0.4           | 1.5           | 9.8             |
| 평균 상대 습도 (%)                                            | 75            | 74            | 74            | 73            | 74            | 79            | 77            | 78            | 76            | 73            | 74            | 72            | 75              |
| 평균 월간 일조시간                                            | 97.1          | 100.5         | 123.6         | 150.2         | 162.5         | 140.5         | 203.4         | 197.7         | 162.6         | 155.3         | 130.9         | 122.5         | 1,746.8         |
| 가능 일조율                                                   | 30            | 32            | 33            | 39            | 38            | 33            | 48            | 49            | 44            | 44            | 41            | 39            | 39              |
| 출처: 중국기상국 (평년값: 1991년~2020년, 극값: 1981년~2010년) |               |               |               |               |               |               |               |               |               |               |               |               |                 |

## 행정 구역

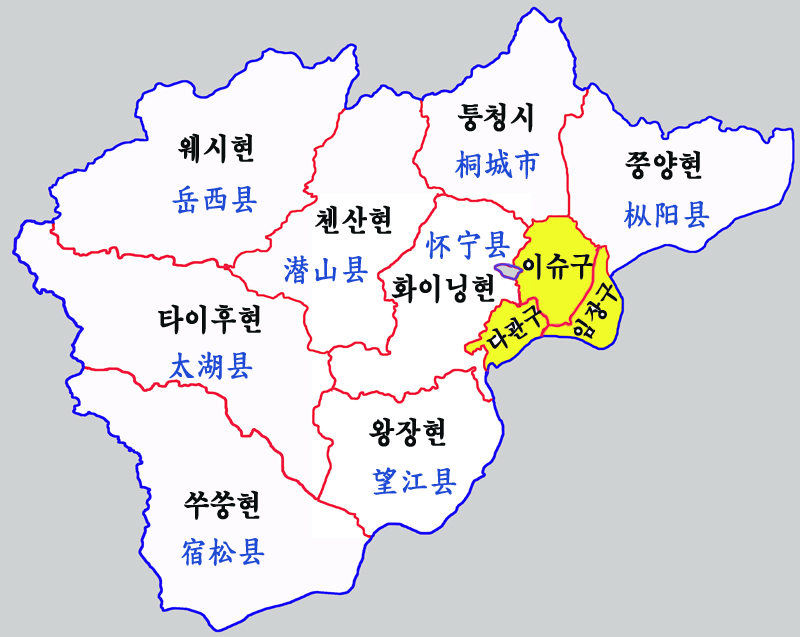
안칭시 현급행정구역도

3개의 시할구, 2개의 현급시, 5개의 현을 관할한다.
시할구
- 잉장 구 (迎江区)
- 다관 구 (大观区)
- 이슈 구 (宜秀区)

현급시)
- 퉁청 시 (桐城市)
- 첸산 시 (潜山市)

현
- 화이닝 현 (怀宁县)
- 타이후 현 (太湖县)
- 쑤쑹 현 (宿松县)
- 왕장 현 (望江县)
- 웨시 현 (岳西县)

## 출신 인물
- 장정옥: 청나라의 학자
- 진독수: 중화민국 시기의 정치인. 화이닝현 출신